# コンスタンティノス・ハルキアス
コンスタンティノス・ハルキアス（Konstantinos "Kostas" Chalkias, 希: Κωνσταντίνος "Κώστας" Χαλκιάς, 1974年5月30日 - ）は、ギリシャ・ラリサ出身の元同国代表サッカー選手。現役時代のポジションはGK。

## 経歴

### クラブ
1994年にパナシナイコスFCのユースチームでキャリアをスタートさせ、その後ギリシャのクラブで活躍した後、2005年にイングランドのポーツマスFC、2006年にはスペインのレアル・ムルシアでプレーした。2006年に再びギリシャに戻り、2008年よりPAOKテッサロニキに所属する。

### 代表
2001年11月10日、ギリシャ代表としてエストニア代表戦でデビューした。UEFA EURO 2004のメンバーにも選ばれた。

## 所属クラブ
ユースチーム
- PAEアポロン・ラリサス 1993–1994
- パナシナイコスFC 1994–1995

トップチーム
- パナシナイコスFC 1995–1996
- アポロン・スミルニFC 1996–1999
- パナシナイコスFC 1999–2001
- イラクリス・テッサロニキFC 2001–2003
- パナシナイコスFC 2003–2005
- ポーツマスFC 2005
- レアル・ムルシア 2006
- アリス・テッサロニキ 2006–2008
- PAOKテッサロニキ 2008–2012
- パナハイキ1891 2016–2018

## 代表歴

### 出場大会
- ギリシャ代表
  - 2010 FIFAワールドカップ

### 試合数
- 国際Aマッチ 32試合 0得点（2001年-2012年）[1]

| ギリシャ代表 | 国際Aマッチ | 国際Aマッチ |
| 年           | 出場        | 得点        |
| ------------ | ----------- | ----------- |
| 2001         | 2           | 0           |
| 2002         | 0           | 0           |
| 2003         | 2           | 0           |
| 2004         | 0           | 0           |
| 2005         | 0           | 0           |
| 2006         | 1           | 0           |
| 2007         | 7           | 0           |
| 2008         | 8           | 0           |
| 2009         | 6           | 0           |
| 2010         | 1           | 0           |
| 2011         | 2           | 0           |
| 2012         | 3           | 0           |
| 通算         | 32          | 0           |

## タイトル
クラブ
- パナシナイコスFC
  - ギリシャ・スーパーリーグ 2003-04
  - ギリシャ・カップ 2003-04
- アリス・テッサロニキ
  - ギリシャ・カップ 2007-08
- PAOKテッサロニキ
  - ギリシャ・スーパーリーグ 2008-09

代表
- ギリシャ代表
  - UEFA欧州選手権2004